# 司馬安國
司马安国（310年代—317年），东晋宗室，晋元帝司马睿之孙，琅邪孝王司马裒之子。
他的祖父司马睿本为琅邪王，建武元年（317年）建立东晋后，让次子司马裒袭封。同年十月，十八岁的司马裒去世，司马裒之子司马安国袭封作为第五代琅邪王。司马安国未逾年即去世，谥号哀。次年十二月由其二岁的五叔司马焕袭封。
| 前任： 司马裒 | 晋朝琅邪王 317年－317年 | 繼任： 司马焕 |